# 영종해안북로
영종해안북로(Yeongjonghaeanbuk-ro)는 인천광역시 중구 을왕동 왕산수문과 운북동 공항입구 분기점을 잇는 인천광역시의 도로이다.

## 특징
영종도 북쪽 해안을 따라 건설된 도로이다. 인천국제공항 제2여객터미널과 인천국제공항고속도로를 잇는 진입도로를 건설하면서 일부 구간이 고속화 및 입체화 개량되었다. 고속화된 구간은 고속도로에 가까운 시설을 갖추고 있는데, 시선유도 도색의 중앙분리대와 출구 중심(한길체) 신형 표지판이 전구간 설치되었다. 도로 측면에 누적거리표도 설치되어 있다.

## 연혁
- 2009년 2월 24일 : 영종해안북로로 명명

## 주요 경유지
인천광역시
- 중구 (을왕동 · 운서동 · 운북동)

## 노선
- 기호
  - IC : 나들목 (Interchange)
  - JC : 분기점 (Junction)
  - INT : 평면교차로 (Intersection)
  - (■) 고속화 구간

| 종류                        | 이름              | 접속 노선                    | 소재지     | 소재지 | 비고                                                             |
| --------------------------- | ----------------- | ---------------------------- | ---------- | ------ | ---------------------------------------------------------------- |
| INT                         | (을왕동)          | 용유로                       | 인천광역시 | 중구   |                                                                  |
| -                           | 왕산교 (왕산수문) |                              | 인천광역시 | 중구   |                                                                  |
| -                           | 북측방조제        |                              | 인천광역시 | 중구   |                                                                  |
| IC                          | 용유 나들목       | 제2터미널대로 (직결)         | 인천광역시 | 중구   | 고속도로→을왕 방향 이동 전용                                     |
| IC                          | 화물터미널 나들목 | 공항동로                     | 인천광역시 | 중구   |                                                                  |
| -                           | 삼목교            |                              | 인천광역시 | 중구   |                                                                  |
| IC                          | 운서 나들목       | 영종해안북로1050번길         | 인천광역시 | 중구   | 구 공항신도시삼거리 나들목 진출 시 공항신도시 분기점과 간접 연결 |
| IC                          | 운북 나들목       | 영종해안북로1204번길         | 인천광역시 | 중구   |                                                                  |
| -                           | 백련육교          |                              | 인천광역시 | 중구   |                                                                  |
| JC                          | 공항입구 분기점   | 130호선 인천국제공항고속도로 | 인천광역시 | 중구   |                                                                  |
| 인천국제공항고속도로와 직결 |                   |                              |            |        |                                                                  |